# Ceromacra putida
Ceromacra putida là một loài bướm đêm trong họ Noctuidae.